# マイク・エリオット (映画プロデューサー)
マイク・エリオット（英: Mike Elliott）は、アメリカ合衆国の映画プロデューサー、映画監督、脚本家。
続編もののオリジナルビデオ作品などの製作に、100本以上も携わった。

## 生い立ち
カリフォルニア州ベンチュラで生まれ、オレゴン州ベンドの郊外で育った。
コーネル大学ではソビエト共産主義研究を専攻し、卒業した。

## キャリア
様々なテレビ局や映画会社でインターンを経験した後、独立系映画監督のロジャー・コーマンの下で経験を積み、最終的には彼のコンコルド・ニュー・ホライズンズで副社長に就任し、Showtimeなどのパートナー企業との連絡役やプロデューサーとして活躍した 。
エリオットは、「肩すかしを食らったようなものだったが、劇場公開は売り上げよりも一流作品を公開することの方が大事だと徐々に理解するようになった...テレビとキャストがより重要になったのです」と語っている。
1995年、エリオットはRob KerchnerやJoseph Genierと共同でキャピタル・アーツ・エンタテインメントを設立した 。
エリオットとキャピタル・アーツ・エンタテインメントは、『キャスパー/マジカル・ウェンディ』（1998年）や『アダムス・ファミリー サン再結集』（1998年）、『タイムコップ2』（2003年）、『アメリカン・パイ in バンド合宿』（2005年）、『The Prince & Me 2: The Royal Wedding』（2006年）などの作品を製作し、オリジナルビデオ作品市場における続編作品製作の先駆けとなった。
その後、『アフター・ザ・ストーム』や『The Perfect Holiday』、『ローグ アサシン』、『Comic Book Villains』、『アイズ』、『ウォー・ゲーム/ザ・デッド・コード』といった作品のプロデュースを担当した。2008年には、『Beethoven's Big Break』で監督デビューを果たし、2011年には2作目の監督作『ブルークラッシュ2』がDVDとブルーレイでリリースされた。
以降も、ゲイリー・ダニエルズとピーター・ウェラー主演の『ワイルド・ファイト/予測不能のサドンデス』（2011年）や、ルーク・ゴスとヴィング・レイムス主演の『デス・レース3 インフェルノ』（2013年）、ダニー・トレホ主演の『トゥームストーン/ザ・リベンジ』（2013年）などで精力的に製作を行っている。

## フィルモグラフィ
| 公開年 | 邦題 原題                                                                                         | 役職       | 備考                                                    |
| ------ | ------------------------------------------------------------------------------------------------- | ---------- | ------------------------------------------------------- |
| 1990   | オブリビオン Ultra Warrior                                                                        | 製作       |                                                         |
| 1991   | 最終生物バイオゾイド The Terror Within II                                                         | 製作       | 『The Terror Within』（1989年）の続編                   |
| 1991   | エイリアン・ファイター Dead Space                                                                 | 製作       |                                                         |
| 1991   | 赤いドレスの女 Uncaged                                                                            | 製作       |                                                         |
| 1991   | チャイルド・ショック The Unborn                                                                   | 製作総指揮 |                                                         |
| 1992   | オーバーヒート・プリズン Bloodfist III: Forced to Fight                                           | 共同製作   | 『Bloodfist』（1989年）シリーズ第3弾                    |
| 1992   | ドラゴンチェイサー Bloodfist IV: Die Trying                                                       | 製作       | 『Bloodfist』（1989年）シリーズ第4弾                    |
| 1992   | ダンス・ウィズ・デス/Tバック・ストリッパー連続猟奇殺人事件 Dance with Death                       | 製作       |                                                         |
| 1992   | セクシャル・ファーム/殺しの代理人 Killer Instinct                                                 | 製作       |                                                         |
| 1992   | まんちい Munchie                                                                                  | 製作       |                                                         |
| 1992   | 欲望のマグニチュード Quake                                                                        | 製作       |                                                         |
| 1992   | キック・ファイター Full Contact                                                                   | 製作       |                                                         |
| 1992   | ファイナル・ジャッジメント Final Judgement                                                        | 製作       |                                                         |
| 1993   | 恐竜カルノザウルス Carnosaur                                                                      | 製作       |                                                         |
| 1994   | ヒューマン・ターゲット Bloodfist V: Human Target                                                  | 製作       | 『Bloodfist』（1989年）シリーズ第5弾                    |
| 1994   | No Dessert, Dad, till You Mow the Lawn                                                            | 製作       |                                                         |
| 1994   | バトルプリズン/女囚肉弾 Caged Heat II: Stripped of Freedom                                        | 製作       | 『女刑務所/白昼の暴動』（1974年）シリーズ第2弾          |
| 1994   | オーメン1999 The Unborn 2                                                                         | 製作       | 『チャイルド・ショック』（1991年）の続編                |
| 1994   | アウター・スペース Terminal Voyage                                                                | 製作       |                                                         |
| 1994   | レディ・スコルピオン3/必殺女刑事 Angel of Destruction                                             | 製作総指揮 |                                                         |
| 1994   | インモラル女医 Body Chemistry III: Point of Seduction                                             | 製作総指揮 | 『最も危険な挑発』（1990年）シリーズ第3弾               |
| 1995   | Attack of the 60 Foot Centerfold                                                                  | 製作総指揮 |                                                         |
| 1995   | スペース・プリズン/美女SM収容所 Caged Heat 3000                                                   | 製作総指揮 | 『女刑務所/白昼の暴動』（1974年）シリーズ第3弾          |
| 1995   | 官能 One Night Stand                                                                              | 共同製作   |                                                         |
| 1995   | ラット・ウーマン/倒錯の女たち Bram Stoker's Burial of the Rats                                    | 製作       |                                                         |
| 1995   | テロリスト・ウエポン/悪魔の最終兵器 Bloodfist VI: Ground Zero                                     | 製作       | 『Bloodfist』（1989年）シリーズ第6弾                    |
| 1995   | エイリアンターミネーター Alien Terminator                                                         | 製作       |                                                         |
| 1995   | デリンジャーVSカポネ/抗争の街 Dillinger and Capone                                                | 製作       |                                                         |
| 1995   | ブラック・スコルピオン Black Scorpion                                                             | 製作       | テレビ映画                                              |
| 1995   | サイバーヘッド Suspect Device                                                                     | 製作       |                                                         |
| 1995   | 殺人療法2 Sawbones                                                                                | 製作       |                                                         |
| 1995   | バックドア/告発白書 The Spy Within                                                                | 製作       |                                                         |
| 1995   | エイリアン・ウィズイン The Alien Within                                                           | 製作       |                                                         |
| 1995   | ザ・ピラニア/殺戮生命体 Piranha                                                                   | 製作       | テレビ映画                                              |
| 1995   | ザ・フェイス The Wasp Woman                                                                       | 製作       | テレビ映画                                              |
| 1995   | ウォーニング Not of This Earth                                                                    | 製作       |                                                         |
| 1995   | ダイナソーズ Carnosaur 2                                                                          | 製作       | 『恐竜カルノザウルス』（1993年）の続編                  |
| 1995   | サバイバル・キャニオン/死の激流 Hot Ticket                                                        | 製作       |                                                         |
| 1996   | デトネーター/悲しき暗殺者 Detonator                                                               | 製作       |                                                         |
| 1996   | ミッドナイト・カジノ Black Rose of Harlem                                                         | 製作       |                                                         |
| 1996   | ベビーフェイス ネルソン Baby Face Nelson                                                          | 製作       |                                                         |
| 1996   | デモリション・デイ Captain Nuke and the Bomber Boys                                               | 製作       |                                                         |
| 1997   | キャスパー/誕生編 Casper: A Spirited Beginning                                                    | 製作       | 『キャスパー』（1995年）シリーズ第2弾                   |
| 1997   | サバイバル・フィールド/強盗団VS殺人鬼 Raven's Ridge                                               | 製作       |                                                         |
| 1998   | キャスパー/マジカル・ウェンディ Casper Meets Wendy                                                | 製作       | 『キャスパー』（1995年）シリーズ第3弾                   |
| 1998   | アダムス・ファミリー サン再結集 Addams Family Reunion                                             | 製作       | 『アダムス・ファミリー』（1991年）シリーズ第3弾         |
| 1998   | リッチー・リッチ/夢のマシンをとりもどせ! Richie Rich's Christmas Wish                             | 製作       | 『リッチー・リッチ』（1994年）の続編                    |
| 1998   | ルート9 Route 9                                                                                   | 製作       |                                                         |
| 1999   | タービュランス2 Turbulence 2: Fear of Flying                                                      | 製作       | 『乱気流/タービュランス』（1997年）シリーズ第2弾        |
| 2000   | 誘惑の接吻 Skipped Parts                                                                          | 製作総指揮 |                                                         |
| 2000   | ハンギング Final Ascent                                                                           | 製作総指揮 | テレビ映画                                              |
| 2000   | マーキュリー・ミッション Rocket's Red Glare                                                       | 製作       | テレビ映画                                              |
| 2001   | アフター・ザ・ストーム After the Storm                                                            | 製作       | テレビ映画                                              |
| 2001   | ベイビー・ベイビー/愛のキューピッド Bratty Babies                                                 | 製作総指揮 |                                                         |
| 2002   | 17歳 体験白書 All I Want                                                                          | 製作       |                                                         |
| 2002   | Comic Book Villains                                                                               | 製作       |                                                         |
| 2003   | ベートーベン5 Beethoven's 5th                                                                     | 製作       | 『ベートーベン』（1992年）シリーズ第5弾                 |
| 2003   | タイムコップ2 Timecop2: The Berlin Decision                                                       | 製作       | 『タイムコップ』（1994年）の続編                        |
| 2005   | アメリカン・パイ in バンド合宿 American Pie Presents: Band Camp                                   | 製作       | 『アメリカン・パイ』（1999年）シリーズ第4弾             |
| 2005   | デビルズ・リジェクト マーダー・ライド・ショー2 The Devil's Rejects                                | 製作       | 『マーダー・ライド・ショー』（2003年）シリーズ第2弾     |
| 2005   | ハッピー・エンディング Happy Endings                                                              | 製作総指揮 |                                                         |
| 2006   | The Prince & Me 2: The Royal Wedding                                                              | 製作       | 『プリティ・ガール』（2004年）の続編                    |
| 2007   | リヴァイアサン Razortooth                                                                         | 製作総指揮 |                                                         |
| 2007   | ローグ アサシン War                                                                               | 製作総指揮 |                                                         |
| 2007   | The Perfect Holiday                                                                               | 製作       |                                                         |
| 2008   | アイズ The Eye                                                                                    | 製作総指揮 |                                                         |
| 2008   | 2日間で上手に彼女にナル方法 My Best Friend's Girl                                                 | 製作総指揮 |                                                         |
| 2008   | Beethoven's Big Break                                                                             | 監督       | 『ベートーベン』（1992年）シリーズ第6弾                 |
| 2008   | ウォー・ゲーム/ザ・デッド・コード WarGames: The Dead Code                                         | 製作       | 『ウォー・ゲーム』（1983年）の続編                      |
| 2009   | アメリカン・パイ in ハレンチ教科書 American Pie Presents: The Book of Love                        | 製作       | 『アメリカン・パイ』（1999年）シリーズ第5弾             |
| 2010   | スモーキン・エース2 Smokin' Aces 2: Assassins' Ball                                               | 製作       | 『スモーキン・エース/暗殺者がいっぱい』（2006年）の続編 |
| 2010   | デス・レース2 Death Race 2                                                                        | 製作       | 『デス・レース』（2008年）シリーズ第2弾                 |
| 2011   | ブルークラッシュ2 Blue Crush 2                                                                    | 監督 製作  | 『ブルークラッシュ』（2002年）の続編                    |
| 2011   | ワイルド・ファイト/予測不能のサドンデス Forced to Fight                                           | 製作総指揮 |                                                         |
| 2012   | ウルフマン 狼男伝説 Werewolf: The Beast Among Us                                                  | 製作       |                                                         |
| 2013   | デス・レース3 インフェルノ Death Race 3: Inferno                                                  | 製作       | 『デス・レース』（2008年）シリーズ第3弾                 |
| 2013   | トゥームストーン/ザ・リベンジ Dead in Tombstone                                                   | 製作       |                                                         |
| 2014   | ちびっこギャング コンテスト必勝大作戦! The Little Rascals Save the Day                            | 製作       |                                                         |
| 2015   | スコーピオン・キング4 The Scorpion King 4: Quest for Power                                        | 監督 製作  | 『スコーピオン・キング』（2002年）シリーズ第4弾         |
| 2016   | キンダガートン・コップ2 Kindergarten Cop 2                                                        | 製作       | 『キンダガートン・コップ』（1990年）の続編              |
| 2016   | ダンス・レボリューション ザ・ニュースタイル Honey 3: Dare to Dance                                | 製作       | 『ダンス・レボリューション』（2003年）シリーズ第3弾     |
| 2016   | 31                                                                                                | 製作       |                                                         |
| 2017   | Bigger Fatter Liar                                                                                | 製作       | 『ビッグ・ライアー』（2002年）の続編                    |
| 2017   | Bring It On: Worldwide #Cheersmack                                                                | 製作       | 『チアーズ!』（2000年）シリーズ第6弾                    |
| 2017   | ウッディー・ウッドペッカー Woody Woodpecker                                                       | 製作       |                                                         |
| 2018   | Honey: Rise Up and Dance                                                                          | 製作       | 『ダンス・レボリューション』（2003年）シリーズ第4弾     |
| 2018   | トレマーズ コールドヘル Tremors: A Cold Day in Hell                                               | 製作       | 『トレマーズ』（1990年）シリーズ第6弾                   |
| 2018   | アンブロークン: パス・トゥ・リデンプション Unbroken: Path to Redemption                           | 製作       |                                                         |
| 2018   | デス・レース4 アナーキー Death Race: Beyond Anarchy                                               | 製作       | 『デス・レース』（2008年）シリーズ第4弾                 |
| 2019   | スコーピオン・キング5 The Scorpion King: Book of Souls                                            | 製作       | 『スコーピオン・キング』（2002年）シリーズ第5弾         |
| 2019   | グランドダディ・デイケア Grand-Daddy Day Care                                                     | 製作       |                                                         |
| 2019   | How High 2                                                                                        | 製作       | 『ビー・バッド・ボーイズ』（2001年）の続編              |
| 2019   | Undercover Brother 2                                                                              | 製作       | 『アンダーカバー・ブラザー』（2002年）の続編            |
| 2020   | Bulletproof 2                                                                                     | 製作       | 『ダーティ・ボーイズ』（1996年）の続編                  |
| 2020   | 帰ってきたアメリカン・パイ/アゲアゲJKニュー・ジェネレーション American Pie Presents: Girls' Rules | 監督 製作  |                                                         |